# Paljevo
Paljevo (en serbe cyrillique : Паљево) est un village de Serbie situé dans la municipalité de Tutin, district de Raška. Au recensement de 2011, il comptait 232 habitants.

## Histoire
Selon certains historiens, le village serait appelé Paljevo parce qu'il aurait été incendié lors de la persécution des Bogomiles de la Raška.

## Démographie
| 1948 | 1953 | 1961 | 1971 | 1981 | 1991 | 2002 | 2011 |
| ---- | ---- | ---- | ---- | ---- | ---- | ---- | ---- |
| 463  | 490  | 521  | 539  | 543  | 436  | 369  | 232  |

|  |